# Kikagaku Moyo
Kikagaku Moyo (japanisch: 幾何学模様, Hepburn: Kikagaku Moyō) ist eine japanische Psychedelic-Rock-Band, deren Name „geometrische Muster“ bedeutet. Ihre Musik wird von Krautrock beeinflusst.

## Geschichte
Die Band wurde von Go Kurosawa (Schlagzeug, Gesang) und Tomo Katsurada (Gitarre, Gesang) im Sommer 2012 gegründet. Zunächst spielten sie als freie Gruppe Straßenmusik. Eine feste Besetzung der Band entstand mit dem Eintritt des Gitarristen Daoud und des Bassisten Kotsu Guy. Ein Bruder von Go Kurosawa schloss sich der Band nach seiner Rückkehr nach Tokio an, nachdem er Sitar in Kalkutta bei Manilal Nag studiert hatte.
Das Debütalbüm der Band wurde am 20. August 2013 von Cosmic Eye/Sound Effect veröffentlicht.
Die zweite LP Forest of Lost Children kam am 20. Mai 2014 heraus. Sie gingen auf Tour durch die Vereinigten Staaten, um das Album voranzutreiben und spielten bei Desert Daze und beim Austin Psych Fest. Ihr Debüt wurde von Burger Records aufgrund zunehmender Nachfrage auf Kassette wiederveröffentlicht, dazu kam noch eine neue Kassette von Sky Lantern Records. Im Jahre 2014 wurde Mammatus Clouds von sowohl Cardinal Fuzz Records (GB) als auch Captcha Records (USA) auf 12"-LP gepresst. Sie machten weiter mit der Tour in demselben Jahr und spielten ihr erstes Konzert im Großbritannien im Oktober, mit vielen Konzerten in London.
Im Jahre 2015 machten sie eine Tour durch Europa und spielten beim Eindhoven Psych Lab und Duna Jam in Sardinien. 2014 gründeten Mitglieder der Band die Schallplattenfirma Guruguru Brain, die auf die Musikszene Ostasiens spezialisiert ist.

## Diskografie
Studioalben
- 2013: Kikagaku Moyo (Cosmic Eye/Sound Effect)
- 2014: Forest of Lost Children (Beyond Beyond Is Beyond)
- 2016: House in the Tall Grass (Guruguru Brain)
- 2018: Masana Temples (Guruguru Brain)
- 2022: Kumoyo Island (Guruguru Brain)

Livealben
- 2021: Live at Levitation (Reverberation Appreciation Society)

EPs
- 2014: Mammatus Clouds (Sky Lantern/Captcha/Cardinal Fuzz)
- 2017: Stone Garden (Guruguru Brain)
- 2021: Deep Fried Grandeur (Husky Pants Records) mit Ryley Walker

Singles
- 2015: Flujo y Reflujo mit Kinski and Kawabata geteilt (God Unknown)
- 2015: Spinning Wheel mit Moon Duo geteilt (Jean Sandwich)
- 2020: Gypsy Davey, Mushi No Uta (Sub Pop)
- 2020: Ouchi Time (Looking Glass)